# 에프라인 알레그레

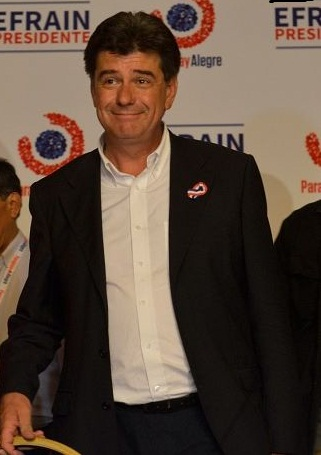

에프라인 알레그레(스페인어: Efraín Alegre)는 파라과이의 정치인으로 2013년 대통령 선거의 후보자였다. 자유당 소속이다.
그는 오랫동안 정치 활동을 해 왔지만 현재는 변호사로 활동하고 있다. 2013년 대통령 선거에 출마했으나, 여론조사에서 콜로라도당의 카르테스 후보에게 밀렸다. 결국 2위로 패하여 낙선했다.

## 역대 선거 결과
| 선거명      | 직책명            | 대수 | 정당           | 득표율 | 득표수      | 결과 | 당락 |
| ----------- | ----------------- | ---- | -------------- | ------ | ----------- | ---- | ---- |
| 2013년 선거 | 파라과이의 대통령 | 54대 | 진정급진자유당 | 39.05% | 889,451표   | 2위  | 낙선 |
| 2018년 선거 | 파라과이의 대통령 | 55대 | 진정급진자유당 | 45.08% | 1,110,464표 | 2위  | 낙선 |
| 2023년 선거 | 파라과이의 대통령 | 56대 | 진정급진자유당 | 28.25% | 830,842표   | 2위  | 낙선 |